# Katastrofa górnicza w kopalni Halemba (2006)
Katastrofa górnicza w kopalni Halemba – 21 listopada 2006 w Kopalni Węgla Kamiennego Halemba w Rudzie Śląskiej doszło do wybuchu metanu, który następnie zainicjował eksplozję pyłu węglowego. W wyniku katastrofy górniczej zginęło 23 górników (8 pracowników kopalni i 15 pracowników firmy MARD). Jest to jedna z najtragiczniejszych katastrof górniczych w Polsce.
Podobna katastrofa w KWK Halemba wydarzyła się w 1990, kiedy to zginęło 19 górników, a 20 zostało rannych.

## Wcześniejszy wypadek z 22 lutego 2006
22 lutego 2006 w kopalni miał miejsce wypadek, który był niejako zapowiedzią późniejszej katastrofy. Górnik Zbigniew Nowak, specjalista od metanu, prowadził pomiary na popołudniowej zmianie; strefa wypadku klasyfikowana była jako nacechowana najwyższym zagrożeniem metanowym. Około godziny 18:00 najpierw nastąpił niewielki wstrząs, a pół godziny później bardzo silne wtórne tąpnięcie spowodowało zawalenie się chodnika. W chwili wypadku Nowak rozmawiał przez telefon ze sztygarem. Około 30 górników, którzy znajdowali się z drugiej strony zawału zdążyło uciec; jeden z nich, sztygar, został ranny. Odcięty zawałem Zbigniew Nowak znalazł się w niszy o wysokości 1 m i szerokości niespełna metra; obok przebiegała rura wentylacyjna, która pękła, dzięki czemu górnik miał zapewniony dostęp do tlenu. W chwili wybuchu odniósł ranę łokcia. Miał przy lampce nadajnik, który emitował sygnał radiowy pozwalający go zlokalizować. 
Zbigniew Nowak miał przy sobie trochę napoju, który starannie oszczędzał. Co jakiś czas stukał w rury szukając kontaktu z ekipą ratowniczą. W zawale towarzyszył mu jedynie kopalniany szczur, który po jakimś czasie zniknął. Tymczasem prowadzono intensywną akcję ratunkową – ratownicy przebijali się przez zawał, odbierając sygnały z nadajnika zasypanego górnika. Kopali tunel w pozycji leżącej, jego wysokość wahała się od 1 m do miejscami 70 cm. Pracowali w trudnych warunkach i wysokiej temperaturze; w miejscu, w którym przebywał Zbigniew Nowak, była ona niższa – około 28°C – dzięki czemu zasypany uniknął odwodnienia.
27 lutego w godzinach porannych ratownicy nawiązali kontakt głosowy z Nowakiem; do przekopania pozostało wówczas około 9 metrów i sam zasypany górnik przyłączył się do akcji, wiedząc, w którą stronę kopać. Przyspieszyło to znacznie akcję i dwie godziny później, po 111 godzinach od wybuchu metanu ratownicy dotarli do Nowaka, który o własnych siłach pokonał z nimi 250-metrowy tunel ratunkowy i w dobrym stanie został wywieziony na powierzchnię. Jego uratowanie porównywano z podobnym przypadkiem Alojzego Piontka, który w 1971 przeżył 158 godzin w zawale w kopalni „Rokitnica”.

## Okoliczności katastrofy
Do katastrofy doszło 21 listopada 2006 około godziny 16:30 w pokładzie 506, na głębokości 1030 metrów. Górnicy kopalni wraz z pracownikami zewnętrznej firmy „Mard” pracowali od 18 listopada przy ścianie wydobywczej przeznaczonej do likwidacji, wydobywając sprzęt warty około 18 mln € (70 mln zł). Demontaż maszyn urabiających i elementów obudowy był prowadzony ze względu na trudne warunki pracy i zagrożenie dla górników. Miejsce wypadku znane było jako zagrożone metanem, co miało związek z poprzednim wypadkiem. W tym przypadku okoliczności wypadku były jednak znacznie poważniejsze. Dopiero 10 maja 2007 komisja zjechała tam po raz pierwszy z wizją lokalną w celu zbadania przyczyn wybuchu w kopalni.

## Akcja ratownicza
Akcja ratownicza rozpoczęła się we wtorek, 21 listopada około godziny 19:00 i trwała do późnych godzin nocnych, po czym została przerwana ze względu na warunki uniemożliwiające prowadzenie dalszej akcji ratowniczej (zbyt wysokie stężenie metanu, temperatura i wilgotność stwarzały atmosferę nieprzyjazną człowiekowi). W tym czasie ratownikom udało się wydobyć 6 ciał.
Następnego dnia, w godzinach porannych ratownicy ponownie zeszli w rejon katastrofy. Ponownie musieli wycofać się, ponieważ w wyrobisku zatrzymała się cyrkulacja powietrza, pojawiła się woda. Stężenie metanu i temperatura wzrosły. Aby poprawić warunki, rozpoczęto przewietrzanie wyrobiska oraz wypompowywanie wody.
O godzinie 22:40 podjęto decyzję o wznowieniu akcji ratunkowej, wiedząc że pod ziemią ciągle przebywa 17 osób. Przed północą 22 listopada trzy zespoły ratunkowe ponownie zeszły w głąb chodnika, w którym doszło do katastrofy. Kolejno pracujące zastępy ratowników znalazły najpierw trzy ciała, a po kolejnej 1,5 godziny kolejne 12 ciał. Nad ranem ratownicy odnaleźli dwóch pozostałych nieżyjących górników, znajdowali się oni w pobliżu centrum inicjacji wybuchu i zapłonu metanu.
W sumie w akcji ratunkowej brało udział 13 zastępów.

## Przyczyny katastrofy
Zgodnie z procedurami powołana została Komisja Wyższego Urzędu Górniczego, w której niezależni (niepowiązani z Halembą) fachowcy analizują wszelkie przyczyny katastrofy. Jak doniosły służby ratownicze – był to wybuch i zapłon metanu (nie jak głosiły wcześniejsze doniesienia tąpnięcie).
Górnicy mieli minimalne szanse na przeżycie katastrofy, ponieważ po wybuchu metanu i jego zapłonie nastąpił gwałtowny wzrost temperatury (osiąga ona wtedy wartości ok. 1500 stopni Celsjusza), w reakcji spalania jednocześnie płonący gaz wyczerpał tlen i podniósł temperaturę, co uczyniło atmosferę niezdatną do oddychania. Ratownicy musieli być wyposażeni w aparaty tlenowe jak również ze względu na wysoką temperaturę połączoną z dużą wilgotnością obłożeni byli lodem. Po wybuchu metanu nastąpiła kolejna eksplozja – wybuchł pył węglowy.
W marcu 2008 za ustawienie przetargu na likwidację ściany wydobywczej, w której zginęli górnicy, skazana została Ewa K. Poza nią zarzuty postawiono jeszcze 19 osobom, które są oskarżone o niedopełnienie przepisów bezpieczeństwa oraz fałszowanie dokumentów. 14 listopada 2008 r. rozpoczął się proces w sprawie, w którym oskarżonymi są były dyrektor kopalni, Kazimierz D. oraz 17 innych osób: były główny inżynier kopalni, dyspozytorzy, sztygarzy i właściciel firmy pracującej dla kopalni. Wedle aktu oskarżenia do wypadku doszło w wyniku łamania przepisów i fałszowania odczytów z metanomierzy. W procesie przesłuchiwanych było 356 świadków.

## Reakcje polityków

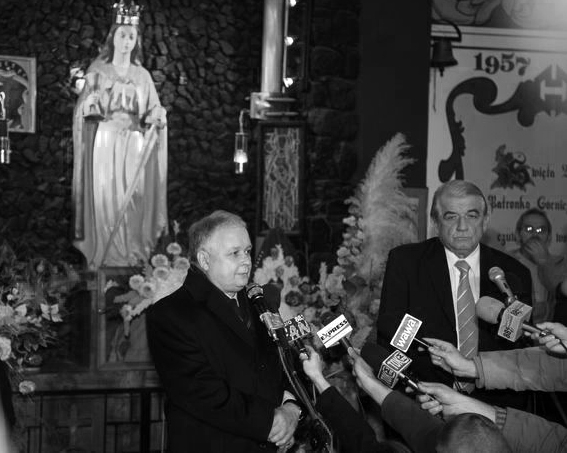
Lech Kaczyński i Zbigniew Religa w Kopalni „Halemba” po katastrofie 22 listopada 2006

Na miejsce katastrofy w tym samym dniu przybył premier Jarosław Kaczyński, minister zdrowia Zbigniew Religa, minister transportu Jerzy Polaczek, minister gospodarki Piotr Woźniak wraz z wiceministrem ds. górnictwa Pawłem Poncyljuszem. Następnego dnia do Rudy Śląskiej przybył prezydent Lech Kaczyński, który odwołał wizytę w Gruzji (w zastępstwie na obchody trzeciej rocznicy Rewolucji róż pojechał Marszałek Sejmu Marek Jurek). Prezydent i premier obiecali rodzinom ofiar pomoc z rezerw rządowych po min. 45 tys. zł na rodzinę. Minister gospodarki Piotr Woźniak zapowiedział uchwałę o przeglądzie stanu wszystkich kopalń w kraju oraz powołanie dodatkowych organów śledczych – wszystkie służby kontrolne, Państwowa Inspekcja Pracy, Najwyższa Izba Kontroli i prokuratura, które mają pracować obok ustawowej śledczej komisji górniczej (WUG). W swoim przemówieniu 22 listopada o g. 15:04 prezydent Kaczyński zwrócił się z prośbą o zachowanie powagi sytuacji oraz zaniechanie programów rozrywkowych, odwołał swoje wizyty w innych krajach. Najmocniejsze partie w kraju – PiS i PO zgodnie postanowiły „zawiesić” kampanie wyborcze i imprezy im towarzyszące, w ich ślady poszły również inne partie, m.in. Wojciech Olejniczak (SLD) zaapelował do polityków wszystkich opcji o zaniechanie na ten czas komentarzy nt. stanu polskiego górnictwa.

## Żałoba
W środę, 22 listopada, dzień po katastrofie Andrzej Stania prezydent Rudy Śląskiej ogłosił tygodniową żałobę w mieście.
W czwartek, 23 listopada, prezydent RP Lech Kaczyński ogłosił żałobę narodową, która rozpoczęła się o godzinie 10:00 i trwała do soboty 25 listopada włącznie.

## Ofiary katastrofy
1. Teodor Banduch (lat 50)
2. Jan Bilman (lat 45)
3. Ireneusz Brabański (lat 32)
4. Krzysztof Bubała (lat 37)
5. Dariusz Dola (lat 30)
6. Arkadiusz Falkus (lat 29)
7. Krystian Gaszka (lat 41)
8. Janusz Gęsikowski (lat 47)
9. Andrzej Giemza (lat 47)
10. Przemysław Jóźwiak (lat 23)
11. Daniel Kindla (lat 21)
12. Jacek Mierzchała (lat 39)
13. Mariusz Miłkowski (lat 36)
14. Bernard Poloczek (lat 46)
15. Krzysztof Prygiel (lat 51)
16. Tadeusz Rymarzewski (lat 51)
17. Henryk Samisz (lat 52)
18. Wit Siepka (lat 48)
19. Krystian Sitek (lat 47)
20. Edward Sobota (lat 59)
21. Mirosław Toczek (lat 45)
22. Zbigniew Turniak (lat 38)
23. Adrian Wąsowski (lat 23)

- Źródło:[18]